# Apogon photogaster
 Apogon photogaster és una espècie de peix de la família dels apogònids i de l'ordre dels perciformes.

## Distribució geogràfica
Es troba a Papua Nova Guinea.